# Зейнел Зейнели
Зейнел Зейнели (на сръбски: Зејнел Зејнели) е сръбски журналист и писател от горански произход.

## Биография
Зейнел Зейнели е роден на 5 септември 1950 година в горанското село Брод.

## Библиогафия
Зейнел Зейнели е автор на няколко книги за Косово и Метохия:
- „Ко је издао револуцију“
- „Косово — повратак Србији“
- „Косовска свакодневица“
- „Мировна Мисија“
- „Амбасадор“
- „Косовско нерешено питање“
- „Косово и Метохија — Ми или они“

## Филмография
- „Ден на диаспората“ – документален филм (1975)[3]